# Campeonato Europeo de Remo
El Campeonato Europeo de Remo es una competición europea del deporte de remo que es organizada por la Federación Internacional de Sociedades de Remo (FISA). Actualmente se realiza cada año. 
El primer Campeonato Europeo se celebró en 1893, un año después de la fundación de la FISA, en el lago Orta (Italia). En 1974 fue sustituido por el Campeonato Mundial de Remo.
En mayo de 2006 la FISA decidió restablecer este evento, con periodicidad anual y con apertura a todos los remeros inscritos en las respectivas federaciones europeas. El primer campeonato de esta nueva era se celebró en septiembre de 2007 en la ciudad polaca de Poznań.

## Categorías
Actualmente se compite en 16 categorías, 8 masculinas y 8 femeninas (se resaltan las que forman parte del programa olímpico):

### Masculinas
- M1X – scull individual
- M2X – doble scull
- M4X – cuatro scull
- M2- – dos sin timonel
- M4- – cuatro sin timonel
- M8+ – ocho con timonel
- LM1X – scull individual ligero
- LM2X – doble scull ligero

### Femeninas
- W1X – scull individual
- W2X – doble scull
- W4X – cuatro scull
- W2- – dos sin timonel
- W4- – cuatro sin timonel
- W8+ – ocho con timonel
- LW1X – scull individual ligero
- LW2X – doble scull ligero

## Ediciones
| Núm.  | Año  | Sede             | País            | Canal o lago                        |
| ----- | ---- | ---------------- | --------------- | ----------------------------------- |
| I     | 2007 | Poznań           | Polonia         | Lago Malta                          |
| II    | 2008 | Maratón          | Grecia          | Canal de Schinias                   |
| III   | 2009 | Brest            | Bielorrusia     | Río Mujavets                        |
| IV    | 2010 | Montemor-o-Velho | Portugal        | Centro Náutico                      |
| V     | 2011 | Plovdiv          | Bulgaria        | Río Maritsa                         |
| VI    | 2012 | Varese           | Italia          | Lago de Varese                      |
| VII   | 2013 | Sevilla          | España          | Río Guadalquivir                    |
| VIII  | 2014 | Belgrado         | Serbia          | Río Sava                            |
| IX    | 2015 | Poznań           | Polonia         | Lago Malta                          |
| X     | 2016 | Brandeburgo      | Alemania        | Beetzsee                            |
| XI    | 2017 | Račice           | República Checa | Canal de Regatas                    |
| XII   | 2018 | Glasgow          | Reino Unido     | Strathclyde Loch                    |
| XIII  | 2019 | Lucerna          | Suiza           | Lago Rot                            |
| XIV   | 2020 | Poznań           | Polonia         | Lago Malta                          |
| XV    | 2021 | Varese           | Italia          | Lago de Varese                      |
| XVI   | 2022 | Múnich           | Alemania        | Canal de Regatas de Oberschleißheim |
| XVII  | 2023 | Bled             | Eslovenia       | Lago de Bled                        |
| XVIII | 2024 | Szeged           | Hungría         | Maty-ér                             |
| XIX   | 2025 | Plovdiv          | Bulgaria        | Río Maritsa                         |

## Medallero histórico
- Actualizado a Plovdiv 2025.

| Núm. | País            | Oro | Plata | Bronce | Total |
| ---- | --------------- | --- | ----- | ------ | ----- |
| 1    | Rumania         | 44  | 20    | 21     | 85    |
| 2    | Reino Unido     | 35  | 26    | 22     | 83    |
| 3    | Italia          | 32  | 36    | 34     | 102   |
| 4    | Alemania        | 31  | 34    | 22     | 87    |
| 5    | Países Bajos    | 21  | 36    | 31     | 88    |
| 6    | Grecia          | 21  | 18    | 4      | 43    |
| 7    | Francia         | 14  | 10    | 18     | 42    |
| 8    | República Checa | 13  | 10    | 14     | 37    |
| 9    | Bielorrusia     | 12  | 7     | 12     | 31    |
| 10   | Polonia         | 11  | 26    | 18     | 55    |
| 11   | Ucrania         | 11  | 5     | 14     | 30    |
| 12   | Suiza           | 10  | 9     | 14     | 33    |
| 13   | Croacia         | 9   | 6     | 5      | 2     |
| 14   | Lituania        | 8   | 11    | 7      | 26    |
| 15   | Rusia           | 7   | 9     | 12     | 28    |
| 16   | Irlanda         | 6   | 7     | 6      | 19    |
| 17   | Hungría         | 6   | 2     | 2      | 10    |
| 18   | Serbia          | 4   | 7     | 12     | 23    |
| 19   | Dinamarca       | 4   | 7     | 2      | 13    |
| 20   | Austria         | 4   | 6     | 2      | 12    |
| 21   | Estonia         | 4   | 3     | 2      | 9     |
| 22   | Noruega         | 4   | 2     | 8      | 14    |
| 23   | España          | 1   | 4     | 10     | 15    |
| 24   | Portugal        | 1   | 3     | 2      | 6     |
| 25   | Suecia          | 1   | 2     | 2      | 5     |
| 26   | Eslovaquia      | 1   | 2     | 1      | 4     |
| 27   | Bulgaria        | 1   | 0     | 3      | 4     |
| 28   | Bélgica         | 0   | 2     | 3      | 5     |
| 29   | Turquía         | 0   | 2     | 0      | 2     |
| 30   | Azerbaiyán      | 0   | 1     | 0      | 1     |
| 30   | Finlandia       | 0   | 1     | 0      | 1     |
| 30   | Georgia         | 0   | 1     | 0      | 1     |
| 30   | Letonia         | 0   | 1     | 0      | 1     |
| 34   | Eslovenia       | 0   | 0     | 4      | 4     |
| 35   | Moldavia        | 0   | 0     | 3      | 3     |
|      | TOTAL           | 316 | 316   | 310    | 942   |